# Christian Voigt (Richter)
Hans-Christian Voigt (* 1. April 1974) ist ein deutscher Jurist. Er ist seit dem 19. Juli 2021 Richter am Bundesgerichtshof.

## Leben und Wirken
Voigt trat nach Abschluss seiner juristischen Ausbildung 2002 in den Justizdienst des Landes Nordrhein-Westfalen ein und war zunächst beim Landgericht Bochum, beim Amtsgericht Bochum und beim Landgericht Hagen tätig. Dort erfolgte 2005 seine Ernennung zum Richter am Landgericht. Von Mai 2011 bis Februar 2012 war er an das Oberlandesgericht Hamm abgeordnet. 2014 erfolgte die Ernennung zum Vorsitzenden Richter am Landgericht. Voigt ist promoviert.
Das Präsidium des Bundesgerichtshofs wies Voigt zunächst dem 3. Strafsenat zu, der neben allgemeinen Revisionen aus den Bezirken der Oberlandesgerichte Düsseldorf, Oldenburg und Koblenz insbesondere für Revisionen in Staatsschutzsachen zuständig ist.